# صنایع سنگین سومیتومو

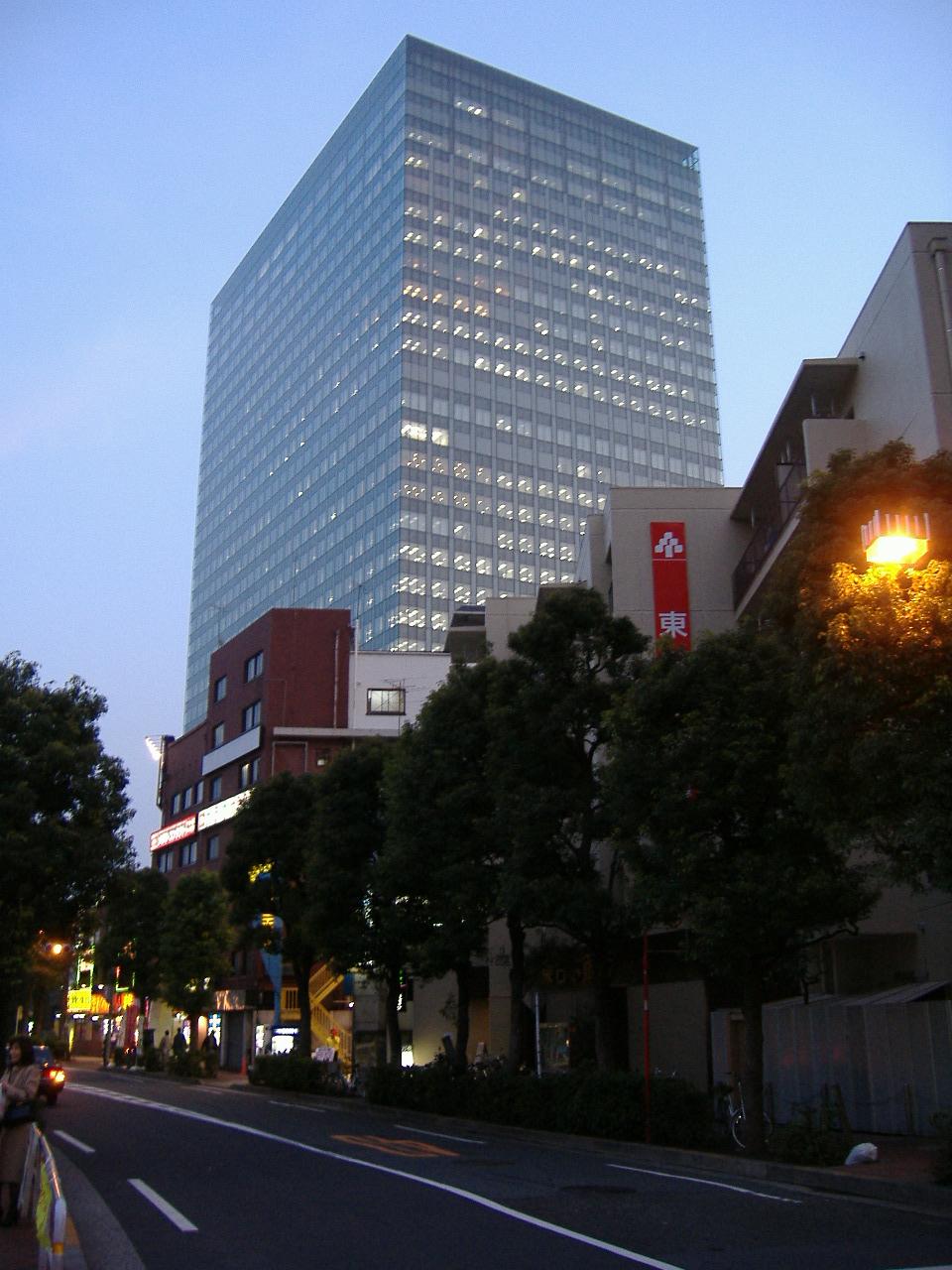
ساختمان مرکزی صنایع سنگین سومیتومو در شهر شیناگاوا، توکیو

صنایع سنگین سومیتومو (به ژاپنی: 住友重機械工業) (SHI) شرکت صنایع سنگین ژاپنی است، که به‌عنوان زیرمجموعه‌ای از شرکت سومیتومو، در زمینه ساخت انواع کشتی و شناور، پل‌ها و سازه‌های فولادی، تجهیزات انتقال برق، ماشین‌آلات صنعتی، شتاب‌دهنده‌های ذره‌ای، ریخته‌گری تزریقی و تولید سلاح‌های گرم فعالیت می‌کند.
شرکت صنایع سنگین سومیتومو در سال ۱۸۸۸ تأسیس شد. مشهورترین تولید این شرکت یک کشتی نفت‌کش بنام سی‌وایز بزرگ است، که در سال ۱۹۷۹ ساخته شد و امروزه هم‌چنان به‌عنوان بزرگ‌ترین کشتی جهان شناخته می‌شود.
دفتر مرکزی این شرکت در شیناگاوا، توکیو، ژاپن قرار دارد و بخشی از سهام آن در بازارهای بورس توکیو و بورس اوساکا معامله می‌شود.
بزرگترین سهام‌داران شرکت صنایع سنگین سومیتومو، سومیتومو لایف (۳٫۷۵٪)، بانک سومیتومو میتسویی (۲٫۵۳٪)، بانک چیس (۱٫۸۵٪) و بانک نیویورک ملون (۱٫۷٪) می‌باشند.